# Montanhas Mágicas da Mantiqueira
Montanhas Mágicas da Mantiqueira é um circuito turístico do estado brasileiro de Minas Gerais que reúne oito municípios do sul do estado:Andrelândia, Arantina, Bom Jardim de Minas, Carvalhos, Liberdade, Minduri, Passa Vinte, São Vicente de Minas e Seritinga. Localizado na área de abrangência da Estrada Real, o circuito inclui o Parque Estadual da Serra do Papagaio, onde se localiza o Pico do Papagaio, em Aiuruoca.